# Števerjan
Števerjan (talijanski: San Floriano del Collio, furlanski: San Floreàn dal Cuèi) je općina u Goričkoj pokrajini u Italiji. Ovo je jedna od tri općine u ovoj pokrajini gdje većinu stanovništva čine Slovenci.

## Zemljopis
Ova općina graniči s talijanskim općinama Koprivno, Krmin, Gorica i Moš, te sa slovenskom općinom Brda.
Naselja (frazioni) u ovoj općini su: Bukouje, Giasbana, Uclanzi, Scedina i Valerisce.